# Ognjen Jaramaz
Ognjen Jaramaz (cyr. Огњен Јарамаз; ur. 1 września 1995 w Kruševacu) – serbski koszykarz, występujący na pozycjach rozgrywającego lub rzucającego obrońcy, reprezentant kraju, od 2023 zawodnik Partizana Mozzart Bet.
W 2017 reprezentował New York Knicks podczas rozgrywek letniej ligi NBA w Orlando.
Jego starszy brat Nemanja jest także zawodowym koszykarzem.

## Osiągnięcia
Stan na 13 stycznia 2024, na podstawie, o ile nie zaznaczono inaczej.

### Drużynowe
- Wicemistrz:
  - ligi adriatyckiej (2016)
  - Niemiec (2022)
  - Serbii (2019)
- Zdobywca:
  - pucharu:
    - Serbii (2016, 2019, 2020)
    - Niemiec (2023)

  - Superpucharu Ligi Adriatyckiej (2019)
- Finalista Pucharu Serbii (2015)

### Indywidualne
- MVP:
  - Pucharu Serbii (2020)
  - kolejki ligi:
    - adriatyckiej (13 – 2020/2021)
    - serbskiej (8 – 2016/2017)

  - Eurocampu Adidasa w Treviso (2017)

### Reprezentacja
Seniorska
- Uczestnik:
  - mistrzostw Europy (2022 – 9. miejsce)
  - europejskich kwalifikacji do mistrzostw świata (2017 – 11. miejsce, 2021 – 8. miejsce)
  - kwalifikacji do Eurobasketu (2020)

Młodzieżowe
- Mistrz Europy U–20 (2015)
- Brązowy medalista mistrzostw Europy U–20 (2014)
- Uczestnik mistrzostw:
  - Europy U–18 (2013 – 6. miejsce)
  - Europy U–16 (2011 – 9. miejsce)